# گربه‌ماهی آبی‌رنگ
گربه‌ماهی آبی‌رنگ (نام علمی: Ictalurus furcatus) نام یک گونه از سرده پیشی‌ماهی‌ها است.